# برج دي 1
برج دي 1 هو إحدى ناطحات السحاب السكنية الرئيسية في قرية الثقافة بدبي، يبلغ ارتفاعه 284 مترًا (932 قدمًا) وفيه 78 طابقًا. ويضم المبنى ما مجموعه 526 وحدة سكنية تشمل شقق الإستوديو، وشقق قياسية من غرفة نوم واحدة حتى ست غرف نوم، وشقق بنتهاوس تقع في الطوابق العليا من المبنى.
طورت شركةُ إنشاء البرجَ بعد أن اشترته من مجموعة الإمارات صن لاند. وجرى تطوير البرج في مشروع مشترك بين مجموعة دبي للعقارات ومجموعة الإمارات صن لاند. وشركة هولفورد أسوشيتس هي الشركة المعمارية التي طورت الإطار لهذا المبنى.
بدأ بناء برج دي 1 في عام 2007 وكان جاهزًا للتسليم في عام 2015. ويحتل برج دي 1 في واجهة الجداف المائية المرتبة 231 بين أطول المباني في العالم. وعلى المستوى الإقليمي يحتل المرتبة 45 بين أطول المباني في الشرق الأوسط. ويقع برج دي 1 بجوار فندق بلازو فيرساتشي دبي.